# Лова (река)
Лова (фр. Lowa) — река в бассейне реки Конго в провинциях Северное Киву и Маниеме, ДР Конго.

## История
Первым европейцем был немецкий географ Густав Адольф фон Гётцен. Его экспедиции началась в 1893 году.

## Географическое положение
Река является притоком реки Конго. Река питается в основном за счет дождевых осадков, а также подземных вод. Уровень воды в реке может заметно колебаться в зависимости от сезона, в особенности во время сезона дождей. Длина реки составляет 390 километров. Бассейн реки включает в себя национальный парк Кахузи-Биега и национальный парк Маико.

### Экосистема и климат
Река и её окрестности характеризуются богатой флорой и фауной, типичной для тропических лесов Центральной Африки. Это также важная водная артерия для местных жителей, использующих её для рыболовства и транспорта. Регион, в котором течет река Лова, имеет тропический климат с высокой влажностью и значительными осадками, что способствует разнообразию экосистем.

## Экономическое значение
Река является местом рыболовного промысла. Местные жители использую ее в качестве источника пресной воды. По реке ходит водный транспорт.